# 웰컴 미스터 맥도날드
《웰컴 미스터 맥도날드》(ラヂオの時間)는 1997년에 개봉된 일본 영화이다. 미타니 고키의 첫 번째 감독 작품이다.

## 줄거리
어느 라디오 방송국에서, 평범한 주부인 스즈키 미야코가 쓴 각본이, 처음으로 라디오 드라마로 제작되게 된다. 드라마는 생방송으로 진행되며, 아타미시를 무대로 한 평범한 주부와 어부의 사랑이야기이다.
리허설도 성공적으로 끝나 PD 우시지마의 말에 미야코는 기대를 했으나, 주연 여배우인 센본 놋코의 고집으로 방송 직전에 각본이 조금씩 변경되어, 무대는 미국의 시카고, 주인공은 여자 변호사와 파일럿으로 바뀐다.
음향 효과도 맞지 않고, 이야기도 앞뒤가 맞지 않게되었으나 생방송이기 때문에 수정할 수도 없다. 위기에 대처하기 위해 여러 설정을 변경해 앞뒤를 맞추었더니 멜로 드라마가 아닌 대형 스펙터클 영화가 되었다. 그러나 앞뒤를 맞춰도 다른 여러 문제가 일어난다. 그리고 마지막 장면까지 변경되자 인내심에 한계가 온 스즈키 미야코는 녹음실로 뛰어 들어가는데...

## 출연진
- 가라사와 도시아키 - 구도 마나부 역
- 스즈키 쿄카 - 스즈키 미야코 역
- 니시무라 마사히코 - 우시지마 다쓰히코 역
- 도다 게이코 - 센본 놋코 역
- 모로 모로오카 - 벅키 역
- 다구치 히로마사 - 다쓰미 마코토 역
- 후세 아키라 - 호리노우치 역
- 모모이 가오리 - DJ 역
- 와타나베 겐 - 트럭 운전수 역
- 나미키 시로 - 호사카 타쿠(아나운서) 역

## 한국판 성우진(KBS)
- 구자형 - 구도(가라사와 도시아키)
- 송도영 - 스즈키 미야코(스즈키 쿄카)
- 김준 - 우시지마(니시무라 마사히코)
- 김정희 - 노리코(토다 케이코)
- 탁원제 - 노다 벤(오노 타케히코)
- 이재용 - 호사카(나미키 시로)
- 김익태 - 후루카와(우메노 야스키요)
- 한상덕 - 히로세 미츠토시(이노우에 준)
- 김소형 - 스즈키 시로(곤도 요시마사)
- 박상훈 - 타츠미 마코토(다구치 히로마사)
- 김영진 - 비키(모로 모로오카)
- 설영범 - 호리노우치(후세 아키라)
- 엄주환 - 하마무라(호소카와 도시유키)
- 이선 - 나가이(노쿠누키 카오루)
- 이규석 - 아타구로 하루고로(가지와라 젠)
- 정기항 - 이오리 만사쿠(후지무라 슌지)